# Apteroelater
Apteroelater is een geslacht van kevers uit de familie  
kniptorren (Elateridae).
Het geslacht is voor het eerst wetenschappelijk beschreven in 1964 door Golbach.

## Soorten
Het geslacht omvat de volgende soort:
- Apteroelater weyrauchi Golbach, 1964